# L. Menyhért László
L. Menyhért László (Sátoraljaújhely, 1954. augusztus 10. – Budapest, 2010. december 15.) magyar művészettörténész, egyetemi oktató, zenész.

## Élete
1973-1977 között a Bessenyei György Tanárképző Főiskolán rajz-földrajz szakon, majd 1983-1988 között az Eötvös Loránd Tudományegyetem Bölcsészettudományi Karán a művészettörténet szakon tanult. 1980-1987 között a Szolnok Megyei Múzeumok Igazgatóságának munkatársa volt. 1987-1991 között a Fiatal Képzőművészek Stúdiójának művészeti vezetője, majd 1991-től 1993-ig a Dekoratőr és Kirakatrendező Iskola igazgatóhelyettese volt. 1993-tól haláláig a Bessenyei György Tanárképző Főiskola adjunktusa volt. 1993-tól a Magyar Alkotóművészek Országos Egyesületének (MAOE) elnökségi tagja, illetve 1999-től alelnöke és a Magyar Képzőművészek és Iparművészek Szövetsége (MKISZ) társelnökeként működött. 1998-tól haláláig a Magyar Képzőművészeti Egyetemen egyetemi adjunktusi és megbízott tanszékvezető helyettesi beosztásban tanított, kutatott, közben 2000–2005 között a Pázmány Péter Katolikus Egyetem Kommunikáció Intézetében óraadó tanár volt. Doktori értekezése A képi források szerepe a gyermekkortörténet és a művészeti nevelés kutatásában címmel készült el 2009-ben, de súlyos betegsége megakadályozta a doktori iskola befejezésében.
Fő kutatási területe a kortárs képzőművészet volt. Mintegy 100 cikk, tanulmány, katalógus-előszó szerzője, katalógusok szerkesztője. Kiállításokat rendezett, tv-műsorokat szerkesztett és előadásokat tartott különböző kurzusokon és oktatási intézményekben. Két legfontosabb tankönyve (Képzőművészeti irányzatok a XX. század második felében ill. A művészeti nevelés és művészképzés története) ma is elengedhetetlen a felsőfokú képzőművészeti oktatásban.
Fő hobbija a zene volt, az 1980-as évek közepétől volt zenés performance-ok rendezője és résztvevője. Fuvolásként tagja volt a Madame Petuhova, majd az Ippolit Matvejevics együttesnek, Walter, Takáts Tamás, és más alternatív zenei képviselők zenésztársa is volt.

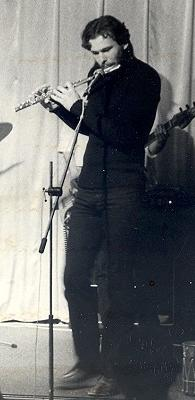
A Madame Petuhova búcsúkoncertjén, 1985. április 27-én.

## Publikációi

### Könyvek
- L. Menyhért László (1983): Szandai Sándor. Képzőművészeti Kiadó, Mai magyar Művészet, Budapest. ISSN 0324-7554, ISBN 963-336-327-6
- L. Menyhért László (1986): Borbereki-Kovács Zoltán. Képzőművészeti Kiadó, Mai Magyar művészet, Budapest. ISSN 0324-7554, ISBN 963-336-367-5
- Tolvaly E., Lengyel A., L. Menyhért L. (szerk.) (1996): Kortárs képzőművészeti szöveggyűjtemény. A & E Kiadó, Budapest.
- L. Menyhért László (1996): Képzőművészeti irányzatok a XX. század második felében. Stúdium Kiadó, Nyíregyháza.
- L. Menyhért László (2001): A művészeti nevelés és művészképzés története. Magyar Képzőművészeti Egyetem, Budapest.
- L. Menyhért László (2002): A művészet ezer éve. In: Magyar örökség kötet, Budapest. ISBN 963 206 1861
- "Irányzék". Képzőművészeti irányzatok a XX. század második felében. Egyetemi és főiskolai jegyzet; Hanga, Budapest, 2003
- L. Menyhért László (2004): Okkult művészetek kézikönyve. Urbis Kiadó, Budapest. ISBN 963-9291-69-2
- L. Menyhért László (2006): Képzőművészeti irányzatok a XX. század második felében. Urbis Kiadó, Budapest. ISBN 963 9291935

### TV filmek
- Madarász Viktor, (MTV, 43’)
- Inconnu, (MTV, 43’)
- Magyar művészet a huszadik század második felében (MTV, 12 rész, egyenként 43’)

### A doktori felkészüléshez kapcsolódó publikációk, előadások
- L. Menyhért László (2001): A vizuális nevelés és művészképzés története vázlatokban. Tankönyv, Magyar Képzőművészeti Egyetem, Budapest
- L. Menyhért László (2006) Előadás az Országos Pedagógiai Múzeum Éremtörténeti kiállításán OPMK, Budapest. 2006. dec. 4.
- L. Menyhért László (2007a): A művészképzés története. Előadás: Csongrádi Pedagógiai Napok. 2007. ápr.12. Csongrád
- L. Menyhért László (2007b): Megjegyzések a XIX.-XX. századi gyermekábrázolások időaspektusaihoz. Előadás: Történeti antropológia és nevelés – Kultúrák találkozása, MTA – Pannon Egyetem. 2007. nov.30-dec.1. Veszprém
- L. Menyhért László (2008a): Amiről a képi források beszélnek… Adalékok a reneszánsz művészeti oktatásának történetéhez. Iskolakultúra 2008. 5 – 6. 149-158. o.
- L. Menyhért László (2008b): Hallgatók és sorsok… Néhány ismeretlen dokumentum a Magyar Képzőművészeti Egyetem két világháború közötti történetéből. Előadás: Közép-európai egyetemi hallgatók a 19.-21. században. Wesley János Lelkészképző Főiskola, 2008. május 17. Budapest
- L. Menyhért László (2009): John Ruskin: Modern festők. Fordítás a készülő „Életmód” kötetbe. Kézirat, Budapest

## Tanulmányok, cikkek
- Szandai Sándor a szobrász. 1980, MMIK. Szolnok
- Szandai Sándor bemutatása. 1980, Jászkunság, 1980/IX., Szolnok
- Nagy István. 1980, Jászkunság, 1980/VIII., Szolnok
- Szolnoki Művésztelep. 1982, Magyar Képző-és Iparművészek Szövetsége Tájékoztatója, 1982/1., Budapest
- Közép-magyarországi Területi Szervezet. 1982, Magyar Képző és Iparművészek Tájékoztatója, 1982/3-4. Budapest
- Fiatal Alkotók Köre. 1983. 1984, FAK Antológia, Szolnok
- Berényi Ferenc. 1984. Művészet 1984/V.
- Berényi Ferenc, Bokros László Fazekas Magdolna, Meggyes László, Nagy István, Simon Ferenc, Szabó László, Papi Lajos, Bácskai Bertalan, Ágotha Margit, Rékassy Csaba grafikai mappák szövegei. 1983 -1984. Damjanich Múzeum, Szolnok
- Borbereki Kovács Zoltán. 1984. Múzeumi Levelek/49-50., Szolnok
- A Szolnoki Művésztelep újjászületése. 1985. Jászkunság, 1985. március, Szolnok
- A szolnoki Belvárosi Plébániatemplom építéstörténete. 1985. Múzeumi Levelek/49-50., Szolnok
- A vásárkép a XIX. századi szolnoki művészetben. 1986. Múzeumi Levelek/53-54., Szolnok
- Exposition de la Colonie de Paintres de la ville Szolnok. 1986. katalógus, Szolnok – Chateauroux. 1986. VIII. 12.
- A szolnoki művészet. 1986. katalógus, Szombathely
- Serge Delaveau. 1987. katalógus, Budapest
- Borbereki Kovács Zoltán. 1987. katalógus, Budapest
- Szabó László művészetéről. 1987. Művészet, 1987. július, Budapest
- Borbereki művészete 1945-ig. 1983. Múzeumi Évkönyv, Szolnok
- A Szolnoki Művésztelep. 1988. Rajztanítás, 1988/1-3., Budapest
- Győrffy Sándor. 1989. katalógus, Budapest
- Europe against the Current. 1989. Folyam, 1989/1.
- Jónás Attila. 1989. katalógus, Székesfehérvár
- Sebestyén Zoltán. 1990. Antium Books, New York
- Gyűrött arc, csapzott haj... 1990. Élet és Irodalom, 1990. szeptember
- Nagy István. 1990. katalógus, Budapest
- A jánoshidai domborműtöredék. 1991. Katedrális, 1991/1.
- Emblematikus I. 1992. Új Művészet, 1992/5.
- A göncölszekértől a dél-keresztjéig. 1992. Új Művészet, 1992/1.
- Chris Burden. 1993. Iskolakultúra, 1993/3-4.
- Esély a túlélésre. 1994. Holnap. 1994. február
- Földközi ajándék csoport (Tolvay Ernő és tanítványai)
- Inconnu csoport. 1994. A modern poszt-jai. ELTE, Budapest
- A Fiatal Képzőművészek Stúdiója története, kronológia az éves katalógusokban. 1988-1995. Fiatal képzőművészek Stúdiója, Budapest
- Egy híján húsz (Nemzetközi művésztelep Nyíregyházán) 1996. Szinpozion
- A Bessenyei György Tanárképző Főiskola rajz tanszéke tanárai, képeslap- mappa előszó. 1995. BGYTKF, Nyíregyháza
- Fluxus. 1996. Múzeumi levelek/75., Szolnok
- Jovián György. 1997. katalógus, Nyíregyházi Galéria, Nyíregyháza
- Fluxus a Minisztériumban. 1997. Élet és Irodalom, 1997. augusztus 1.
- A Szolnoki Művésztelep. 1998.-1999. Gyűjtők és Gyűjtemények/1,2,3,4. 1998 március – 1999 május
- Várnagy Ildikó. 1999. katalógus, Budapest
- "K" Műhely. 1999. katalógus, Nyíregyháza
- Imaginárius tér...(Orbán Attila). 1999. Szentendre és Vidéke, 1999. május 14.
- You dont really have a recipe... Interview vith painter Ignác Kokas. 1999. Hungarian Academy of Fine Arts, Budapest
- Káosz és rend az ezredvégen. 2000. szerk. előszó, Magyar Képző-és Iparművészeti társaságok szövetsége, Budapest
- Az absztrakt expresszionizmus. 2000. Gyűjtők és Gyűjtemények, 2000/1.
- Op Art-tól a Hard Edge-ig. 2000. Gyűjtők és Gyűjtemények, 2000/2.
- A Pop-Art. 2000. Gyűjtők és Gyűjtemények, 2000/3.
- Szolnok. 2000. Gyűjtők és Gyűjtemények, 2000/3.
- A hiperrealizmus. 2000. Gyűjtők és Gyűjtemények, 2000/4.
- A zsennyei tuszkulánum. 2000. Gyűjtők és Gyűjtemények, 2000
- A konceptualizmus. 2001. Gyűjtők és gyűjtemények, 2001/2.
- A Land Art. 2001. Gyűjtők és gyűjtemények, 2001/3-4.
- Előszó a 38. Hódmezővásárhelyi Őszi Tárlat katalógusában. 2001. Tornyai János Múzeum, Hódmezővásárhely
- Hódmezővásárhelyről. 2001. Magyar Alkotóművészek Országos Egyesülete tájékoztatója, Budapest
- Előszó Küzmös Enikő és Krivánik József kiállítási katalógusához. 2002. Nyíregyháza Városi Galéria, Nyíregyháza
- Mail Art. 2002. Gyűjtők és gyűjtemények, 2002/1-2.
- Szobrászok a Szolnoki Művésztelepen. 2002. Szolnoki Művésztelep 1902- Megyei Múzeumok Igazgatósága, Szolnok, 2002 (szerk: Kertész Róbert, V.Szász József, Zsolnay László), 67.-76. o.
- Az üvegablakon túl. 2003. Új Művészet, 2003. dec.
- Kik a kerubokat titkosan ábrázoljuk. 2004. Aknay János könyv, Szentendre
- Transzilván avantgard és Szentendreiség. 2007. Szentendre és Vidéke, 2007. április
- Magyarországi művésztelepek. 2007. Művésztelepek Európai Szövetsége kiadványa, Szentendre
- 2007. ápr.12. Csongrádi Pedagógiai napok, A művészképzés története. Előadás

## Szerkesztések
- Képzőművészeti Világhét. 1981. katalógus, Szolnok
- II. Alföldi Fazekas Triennálé. 1982. katalógus, Szolnok
- MKISZ Közép-magyarországi Területi Szervezete művészei. 1982. katalógus, Szolnok
- Ausstellung der Szolnoker Künstkerkolonie 1945-1980. 1982. Szolnok-Bécs
- Nyári Tárlat. 1982. katalógus, Szolnok-Kecskemét
- Képzőművészeti Világhét. 1983. katalógus, Szolnok
- Szolnok megye története a régészeti leletek tükrében , kiállításvezető. 1982. Szolnok Megyei Múzeumok Igazgatósága, Szolnok
- Nyolcvanéves a szolnoki művésztelep. 1983. katalógus, Szolnok-Budapest
- Borsos Miklós. 1984. katalógus, Szolnok
- Kiss István. 1986. katalógus, Szolnok
- XIX. – XX. századi szobrászat. 1987. katalógus, Szolnok
- V. Szolnoki Képzőművészeti Triennálé. katalógus, Szolnok
- Fiatal Képzőművészek Stúdiója. 1987-1994. katalógusai (6.db.) Budapest
- Aldobolyi Nagy György versei. 1999. Budapest
- Káosz és rend az ezredvégen. 2000. tanulmánykötet, Budapest